# Günter Kaltenbrunner
Günter Kaltenbrunner (* 28. Juli 1943) ist ein ehemaliger österreichischer Fußball-Nationalspieler.

## Karriere
Günter Kaltenbrunner war als Stürmer bei folgenden Vereinen tätig:
- WAC  1960–1961
- Admira Wien  1961–1966 und 1972–1974
- SW Bregenz  1966–1967
- Rapid Wien  1967–1969
- Wiener Sportclub  1969–1970
- OGC Nizza (Frankreich)  1970–1972

Bei WAC und Admira spielte er einige Saisonen gemeinsam mit seinem älteren Bruder Ernst Kaltenbrunner. Zwischen 1962 und 1968 bestritt er 4 Länderspiele für die österreichische Nationalmannschaft. Weiters war er in der Saison 1980/1981 als Trainer beim SC Eisenstadt tätig. 1995–1999 war er Präsident von Rapid Wien. Davor war er Mitarbeiter der Bank Austria und mit der Rettung des SK Rapid 1994 nach dem Zusammenbruch der Rapid-AG beauftragt worden.
Im Juni 2022 wurde er zum  Ehrenpräsidenten des SK Rapid ernannt.

## Erfolge
- österreichischer Meister 1965/66 mit Admira Wien und 1967/68 mit Rapid Wien
- österreichischer Cupsieger 1967/68 und 1968/69 mit Rapid Wien
- österreichischer Torschützenkönig 1969/70 mit dem Wiener Sportclub